# HD215907
HD215907 — хімічно пекулярна зоря спектрального класу B9, що має видиму зоряну величину в смузі V приблизно  6,4.
Вона  розташована на відстані близько 956,5 світлових років від Сонця.

## Фізичні характеристики
Зоря HD215907 обертається 
досить швидко 
навколо своєї осі. Проєкція її екваторіальної швидкості на промінь зору становить  Vsin(i)=133км/сек.

## Пекулярний хімічний склад
Зоряна атмосфера HD215907 має підвищений вміст 
Si
.